# Lothar Meid
Lothar Meid (* 28. August 1942 in Babenhausen (Schwaben); † 3. November 2015 in Hamburg) war ein deutscher Bassist, Musikproduzent und Filmkomponist. Er begann seine Karriere bei Klaus Doldinger, gehörte 1969 zu den Gründungsmitgliedern der Band Embryo und war von 1971 bis 1974 sowie nach der Reunion 1989 bis kurz vor seinem Tod 2015 Bassist der Band Amon Düül II. Außerdem hat Meid seit den 1970er Jahren zahlreiche Alben von Marius Müller-Westernhagen produziert und die Musik für mehrere Filme u. a. von Klaus Lemke komponiert.

## Leben und Wirken
Meids Laufbahn als Musiker begann gegen Ende der 1950er Jahre in Jazzclubs in München. In den folgenden Jahren machte er sich einen Namen als Jazzbassist. 1968 wirkte er als Gastmusiker in Klaus Doldingers Quartett mit und übernahm dann 1969 den Bass bei Doldingers Motherhood (mit Udo Lindenberg am Schlagzeug) und 1971 auf dem ersten Album von Doldingers Passport. Noch in den späten 1960er arbeitete er außerdem als Liedtexter mit dem Filmkomponisten Peter Thomas bei dem Edgar-Wallace-Film Im Banne des Unheimlichen zusammen.
1969 gehörte Meid zu den Gründungsmitgliedern der Band Embryo. Von 1971 bis 1974 war er Mitglied der Krautrock-Band Amon Düül II. 1973 spielte er mit Olaf Kübler und Musikern von Amon Düül II die LP Utopia ein, die zunächst auch unter diesem Gruppennamen, später jedoch als Album von Amon Düül II vermarktet wurde. Ebenfalls 1973 arbeitete er als Sideman bei Peter Maffay auf dessen Album Omen.
In der zweiten Hälfte der 1970er Jahre nahm er drei Alben unter eigenem Namen auf. Ab 1978 arbeitete er zudem als Produzent von Marius Müller-Westernhagen, dessen Alben er beginnend mit Mit Pfefferminz bin ich dein Prinz produzierte. Auf einigen Westernhagen-Titeln ist Meid zudem am Bass und anderen Instrumenten zu hören. Im Lied Rosi wird er namentlich im Songtext erwähnt: „Sie trifft Lothar Meid, denn der weiß gut Bescheid mit jeden Panzerschrank. Rosi hat kein Geld, vom Himmel ja nichts fällt, mit Lothar nimmt sie's denen, die es haben.“
Ab den späten 1970ern spielte und produzierte er auch immer wieder mit Musikern der Marionettes (später Marionetz), einer vor allem in ihren Anfangsjahren vielfach durch Musiker von Amon Düül II geförderten Münchner Punkband.
Als Schauspieler wirkte er 1976 in Klaus Lemkes Film Idole mit und arbeitete dann für ihn und andere als Filmkomponist; so schrieb er die Musik zum Roadmovie Theo gegen den Rest der Welt (1980) und für Die Heartbreakers (1983).
In den späten 1980ern produzierte Meid u. a. das Debütalbum von Jocco Abendroth sowie die LP The new machine of Liechtenstein der Thrash-Metal-Band Holy Moses.
Nach der Reunion von Amon Düül II stieß Meid bald wieder zur festen Besetzung, die ab 1989 sporadisch Konzerte gab, ab 1995 neue Alben veröffentlichte und wieder größere Tourneen absolvierte. In den 2000er Jahren spielte Meid außerdem mit den Gruppen The Big Bang und Passierzettel. Sein letztes Projekt ab 2012 war die von Marc Tepelmann gegründete Formation Deutsch Nepal, mit der er neben eigenen Songs auch solche von Amon Düül II spielte. Der Bandname entspricht einem Songtitel der LP Utopia von 1973. Im Jahr 2014 gab er gemeinsam mit Weggefährten von Embryo und Amon Düül II in der Veranstaltungsreihe Kraut & Drastik ein Gastspiel in den Münchner Kammerspielen.
Im Frühjahr 2015 schied Meid krankheitsbedingt bei Amon Düül aus.

## Diskographische Hinweise
- Mensch, dieser Klaus! (Philips, 1975)
- Einbahnstraße (Atlantic, 1977), mit Keith Forsey, Mats Björklund, Nick Woodland, Geoff Stradling, Olaf Kübler
- Sonstiges (GMG, Global Records and Tapes, 1980)

## Filmografie
- 1976: Idole (Regie: Klaus Lemke) Schauspieler, Filmmusik
- 1979: Ein komischer Heiliger (Regie: Klaus Lemke) Filmmusik
- 1979: Geteilte Freude (Regie: Gabi Kubach) Filmmusik (TV)
- 1979: Smash – Gefahr aus der Unendlichkeit (Regie: Gisela Weilemann) Filmmusik
- 1980: Die längste Sekunde (Regie: Kristian Kühn) Filmmusik (TV)
- 1980: Flitterwochen (Regie: Klaus Lemke) Filmmusik
- 1980: Theo gegen den Rest der Welt (Regie: Peter F. Bringmann) Filmmusik
- 1980: Asphaltnacht (Regie: Peter Fratzscher) Filmmusik
- 1980: Keiner hat das Pferd geküßt (Regie: Martin Müller) Filmmusik
- 1981: Pommi Stern (Regie: Kristian Kühn) Filmmusik (TV)
- 1981: Die Momskys oder Nie wieder Sauerkraut (Regie: Philipp Sonntag) Filmmusik
- 1982: Neonstadt (Regie: Wolfgang Büld, Dominik Graf) Filmmusik
- 1983: Die Heartbreakers (Regie: Peter F. Bringmann) Filmmusik
- 1983: Danni (Regie: Martin Gies) Filmmusik
- 1983: Der Kleine (Regie: Klaus Lemke) Filmmusik
- 1983: Bolero (Regie: Rüdiger Nüchtern) Schauspieler
- 1985: Blam! (Regie: Gloria Behrens) Musikproduktion